# Textrix denticulata
Textrix denticulata – gatunek małego pająka z rodziny lejkowcowatych (Agelenidae). Zamieszkuje Europę, spotykany w wielu biotopach. Pająk ciemny z białym pasem na karapaksie. W Polsce bardzo rzadki, spotykany nielicznie. Posiada bardzo słaby jad, który jest niegroźny dla człowieka nieuczulonego na jad.

## Występowanie, środowisko i tryb życia

### Występowanie
Zamieszkuje Europę. Stwierdzony na wysokościach od 0 do 750 metrów n.p.m. Spotykany w nasłonecznionych obrzeżach lasów, na łąkach, pod korą, w skalistych szczelinach, na niskiej roślinności, w ogrodach i środowiskach miejskich. W północnej Anglii gatunek ten występuje na wzgórzach, gdzie często się go spotyka w skalistych murach. Pająk ten przebywa często w wilgotnych i zacienionych miejscach przy ziemi, gdzie mogą zbudować swoje gniazdo. W Polsce bardzo rzadki, spotykany w zachodniej części kraju.

### Tryb życia
Aktywny od kwietnia/maja do października, choć samice mogą być aktywne przez cały rok. Najbardziej aktywny jest w czerwcu i lipcu. Aktywny nocą, za dnia ukrywa się w sklejonych pajęczyną liściach. Kryjówka ta znajduje się blisko gniazda. W nocy naprawia pajęczynę i poluje. Żywi się złapanymi, małymi owadami, takimi jak muchy, komary itp. Sieć tego pająka jest skuteczna w łapaniu zdobyczy. Kiedy owad utknie w sieci, pająk podchodzi do niego, unieruchamia i kąsi, wstrzykując jad. Jad zawiera kombinację enzymów i białek, które paraliżują i rozkładają tkanki ofiary. Pająk następnie spożywa wodnistą substancję.

## Rozmnażanie i długość życia
Podczas godów samiec podchodzi ostrożnie i powoli do samicy, po czym wykonuje serię lekkich ruchów, żeby zasygnalizować intencje. Po kopulacji samica składa żółty kokon, który przyczepiony jest do liścia bądź innej roślinności blisko gniazda. Zawiera on zazwyczaj 50–60 jaj. Po kilku tygodniach pojawiają się młode pająki. Pająki niedługo potem rozpraszają się i budują nowe sieci. Textrix denticulata to krótkowieczny pająk – większość osobników żyje około roku.

## Wygląd
Karapaks bardzo ciemny, czarny z jasnym pasem. Opistosoma ciemna, pośrodku rdzawy pas, często obrzeżony białymi kropkami. Kądziołki przędne długie i lekko uniesione. Nogi brązowe, ciemno obrączkowane i plamkowane. Samice większe i jaśniejsze od samców.
- długość ciała: samica 5–7 mm, samiec 4–6 mm[4]